# George Sperling
George Sperling is een Amerikaans cognitief psycholoog die bekend is geworden door zijn onderzoek naar het visuele sensorische geheugen. Hij ontwierp daarbij de partial report (deelrapportage) techniek.
Sperling werd in 1992 Distinguished Professor of Cognitive Science aan de Universiteit van Californië - Irvine. Daarvoor was hij van 1970 tot 1992 Professor of Psychology and Neural Sciences aan New York University.
Zie voor een beschrijving van Sperlings vroegere werk iconisch geheugen

- ORCID: 0000-0003-4521-8217
- Réseau des bibliothèques de Suisse occidentale: 02-A003852796
- Virtual International Authority File: 241129076